# Onthophagus togeman
Onthophagus togeman är en skalbaggsart som beskrevs av Matthews 1972. Onthophagus togeman ingår i släktet Onthophagus och familjen bladhorningar. Inga underarter finns listade i Catalogue of Life.